# Sea Org
De Sea Organization (ook bekend als de Sea Org) is een kerngroep van Scientology Kerk stafleden die een miljard jaar dienstbelofte hebben ondertekend aan Scientology. Alle beheerorganisaties van Scientology worden exclusief gecontroleerd door leden van de Sea Org. David Miscavige, de de facto leider van Scientology, is de hoogste officier van de Sea Org, met de rang van kapitein.
De Sea Org is beschreven als een paramilitaire organisatie. en als een particuliere zeemacht, het heeft in het verleden verschillende schepen geëxploiteerd en een maritieme traditie getoond. Sommige ex-leden en geleerden hebben de Sea Org beschreven als een totalitaire organisatie die wordt gekenmerkt door intensief toezicht en een gebrek aan vrijheid.